# 王宇君
王宇君（1991年1月18日—），台灣運動員、歌手，畢業於淡江大學土木工程學系，喜好籃球、歌唱與表演藝術，以綽號「洗菜」被大家認識。大學時期擔任籃球校隊小前鋒，擅長三分球，由於其外型酷似哈薩克女子排球選手莎賓娜，因此被冠以「台版莎賓娜」之稱號。曾為T1聯盟臺北戰神啦啦隊Taishin Wonders成員。

## 人物簡介

### 台版莎賓娜
2014年亞洲青年女子排球錦標賽在台北舉辦期間，哈薩克球員莎賓娜以出色的身材比例與容貌成為矚目焦點。有網友在批踢踢表特版貼出王宇君的照片，並以「籃球界的莎賓娜」為標題來形容她們二人在外型上的神似，讓「洗菜」意外受到媒體的關注。 2015年8月美國NBA籃球巨星柯比·布萊恩 (Kobe Bryant) 訪台，「洗菜」獲邀上場接受 Kobe 的貼身指導示範。

### 歌唱才藝
除了擅長籃球之外，「洗菜」也常駐唱於各展演館、校園與餐廳，拿過淡江大學金韶獎重對唱組冠軍，以及大同大學銅釦獎獨唱組亞軍。 2016年七夕情人節當天，「洗菜」將台灣男歌手謝和弦的歌曲《女孩妳知道嗎》改編為女生版的《男孩你知道嗎》，並將吉他自彈自唱的影片放在臉書粉絲專頁，甜美的歌聲搭配大膽示愛的歌詞內容，帶來不少話題與點閱率。

### 「洗菜」暱稱之由來
關於「洗菜」暱稱之由來，王宇君解釋是因為國中好友叫「洗米」，兩人感情要好，所以她也想取一個「洗」開頭的綽號，而「洗菜」這個暱稱唸起來鏗鏘有力又好記，因此就取名為「洗菜」。

## 作品

### 電視節目
- 2015年 三立都會台《綜藝大熱門》運動正妹來襲 妳可以當我的教練嗎？(2015-06-16)
- 2020年 中視主頻《飢餓遊戲》新北市土城區土城運動中心(2020-12-13)
- 2021年 台視，三立《全明星運動會》，第二季固定班底

### 演唱
- 河岸留言售票演唱會
- 統一時代百貨台北店 音樂花房演唱會
- 1967文創咖啡館表演
- 水灣餐廳(淡水、漁人碼頭、八里、碧潭) 駐唱歌手
- 陽光瓦舍餐廳(天母) 駐唱歌手
- Lu Park餐廳(內湖) 駐唱歌手
- TUTU MOTO-Jazz Cafe 駐唱表演
- Livehouse.in線上live直播節目
- Super Star 我要當歌手(台視)擔任挑戰者

### 其他演出與獎項
- 淡江大學金韶獎重對唱組 冠軍
- 大同大學銅釦獎獨唱組 亞軍
- 挖掘台日新女聲 7強

## 啦啦隊經歷

### 籃球之啦啦隊
| 年份       | 隊伍名稱        | 備註                 |
| ---------- | --------------- | -------------------- |
| 2023－2024 | Taishin Wonders | T1聯盟臺北戰神啦啦隊 |

## 外部連結
- 洗菜 - 籃球女孩的Facebook專頁
- 洗菜 - 籃球女孩的Instagram帳戶
- YouTube上的王宇君頻道